# Kydavone Souvanny
Kydavone Souvanny (laotisch ກີດາວອນ ສຸວັນນີ; * 22. Dezember 1999 in Pakxong) ist ein laotischer Fußballspieler.

## Karriere

### Verein
Kydavone Souvanny spielte in der Saison 2017 für den laotischen Erstligisten Lao Police FC. Anfang 2018 wechselte er für ein Jahr zum Ligakonkurrenten Young Elephants FC. Im Februar 2019 kehrte er zu seinem ehemaligen Verein Lao Police zurück. Hier stand er zwei Spielzeiten unter Vertrag. Am 1. Januar 2021 verpflichtete ihn sein vorheriger Verein Young Elephants FC. 2022 gewann er mit den Elephants den Lao FF Cup sowie die laotische Meisterschaft. Am Ende der Saison wurde er zum Spieler des Jahres gewählt. Ein Jahr später wurde er erneut mit den Elephants laotischer Meister.

### Nationalmannschaft
Kydavone Souvanny spielt seit 2017 in der A-Nationalmannschaft von Laos. Bisher bestritt er sechs Länderspiele und erzielte dabei einen Treffer bei der Südostasienmeisterschaft 2021 gegen Indonesien (1:5).

## Erfolge
Young Elephants FC
- Laotischer Meister: 2022, 2023
- Laotischer Meister Pokalsieger:  2022

## Auszeichnungen
Lao Premier League
- Spieler des Jahres: 2022